# Venn (Wegberg)

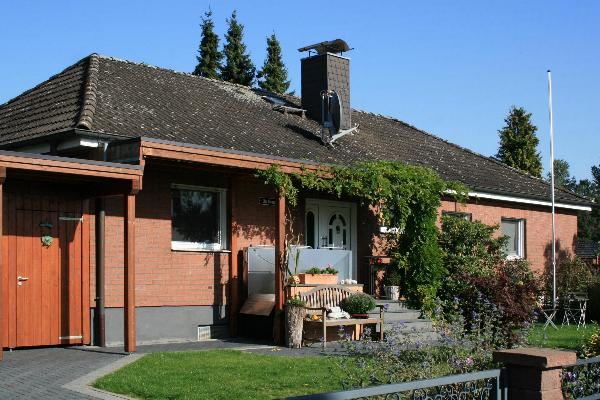
Wohnhaus in Venn

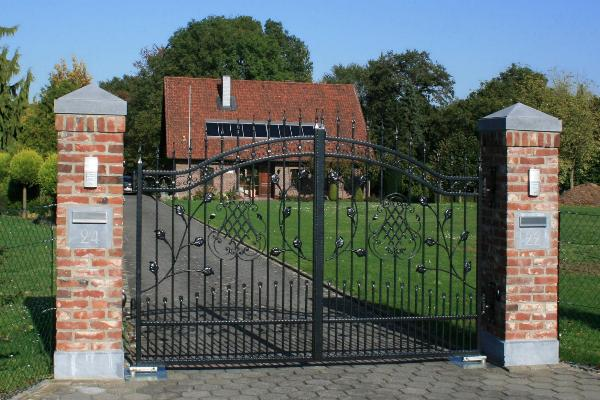
Landhaus in Venn

Venn ist ein Ortsteil der Mittelstadt Wegberg im Kreis Heinsberg im Bundesland Nordrhein-Westfalen.

## Geografie

### Lage
Venn liegt nordwestlich von Wegberg. Nach Norden und Osten hin schließt sich das Naturschutzgebiet Schwaamer- und Lüttelforster Bruch an.

### Nachbarorte
|           |                                             | Lüttelforst |
| Tetelrath | Kompassrose, die auf Nachbargemeinden zeigt |             |
|           | Merbeck                                     | Venheyde    |

## Geschichte
Venn liegt nördlich von Merbeck und gehörte in früherer Zeit zur Pfarre Niederkrüchten und bis 1971 mit Merbeck auch zur Zivilgemeinde Niederkrüchten. Seit 1819 zählt Venn zur Pfarre Merbeck.

## Infrastruktur
In Venn existieren ein landwirtschaftlicher Betrieb sowie ein Pferdehof und Kleingewerbebetriebe.
Die AVV-Buslinie 418 der WestVerkehr verbindet Venn an Schultagen mit Wegberg, Erkelenz und Niederkrüchten. Abends und am Wochenende kann der MultiBus angefordert werden.
| Linie | Verlauf |
| ----- | --- |
| 418   | Erkelenz Bf – (Erkelenz ZOB –) (Kehrbusch → Isengraben → Flassenberg ← Isengraben ← Kehrbusch –) Grambusch – Schwanenberg – Geneiken – (Wildenrath Gewerbegebiet –) Tüschenbroich – Watern – Wegberg Busbf (– Wegberg Bf – Harbeck – Merbeck – Venn – Tetelrath – Silverbeek – Niederkrüchten) |

## Vereine
- Dorfgemeinschaft Venn
- Freiwillige Feuerwehr Wegberg, Löschgruppe Merbeck, zuständig auch für die Ortschaft Venn.